# Mohamed Islam Bakir
Mohamed Islam Bakir (sinh ngày 13 tháng 7 năm 1996 ở Larbaâ) là một cầu thủ bóng đá người Algérie thi đấu cho câu lạc bộ tại Giải bóng đá hạng nhất quốc gia Algérie ES Sétif. Anh chủ yếu thi đấu ở vị trí tiền đạo chạy cánh.

## Sự nghiệp câu lạc bộ
Vào tháng 6 năm 2016, Bakir ký hợp đồng 3 năm cùng với ES Sétif.